# Mathilde Jacob (écrivaine)
Pour les articles homonymes, voir Jacob (homonymie) et Mathilde Jacob.
Mathilde Jacob, née en 1848, morte à Bréhal le 28 juin 1928, est une écrivaine française.

## Biographie

### Enfance et vie de famille
Mathilde Ygouf, issue d'une famille de la bourgeoisie rurale de Basse-Normandie, commence très jeune à écrire des poésies. Après son mariage avec un notaire de Dinan, Paul Jacob, elle prend son nom. Après la mort de son mari en 1905, elle se retire dans sa maison de Bréhal où elle continue à écrire jusqu'en 1924.

### Participation à des concours de littérature
À la suite de son mariage, elle poursuit son activité littéraire, multipliant les poèmes. Elle en présente certains à des concours littéraires et reçoit des prix. Elle tient un salon littéraire à Dinan. Son ouvrage intitulé Lettre à Loïc, éloge de Brizeux, obtient le premier prix du concours littéraire de la société savante La Pomme, présidé par Leconte de Lisle, en 1885.

### Style d'écriture
Dans la lignée romantique d'Auguste Brizeux mais écrivant exclusivement en vers français, elle prend son inspiration, soutenue par une solide culture, dans tous les sujets, religieux, artistiques, historiques, politiques, familiaux. L'amitié, les souvenirs d'enfance et de jeunesse, les plaisirs de la vie y tiennent une large place. À partir de 1884, elle développe également une Suite Indienne, avec Le Scalp, La Pirogue, L'Etroit-Mocassin, Chant de la Delaware, Le Lac d'Or, Conversion.

### Mort
Mathilde Jacob meurt en 1928. Elle est inhumée à Bréhal.

## Œuvres
- Eloge de Brizeux : lettre à Loïc, Dinan, imprimerie Peigné, 1885 (BNF 46887528).
- Jean-François Millet, Dinan, imprimerie Peigné, 1887 ; mention honorable au concours littéraire de La Pomme.
- Lettre d'une jeune fille à son fiancé, concours Sévigné du journal littéraire et politique Le Gaulois ; mention honorable, 1901.
- Feuillets épars. Pour ma famille et mes amis, Coutances, Imprimerie Notre-Dame, 1924 (BNF 32274625).